# SPECシリーズの登場人物
- SPECシリーズ
  -  > SPEC〜警視庁公安部公安第五課 未詳事件特別対策係事件簿〜 > SPECシリーズの登場人物
  -  > 劇場版 SPEC〜天〜 > SPECシリーズの登場人物
  -  > 劇場版 SPEC〜結〜 > SPECシリーズの登場人物

SPECシリーズの登場人物（スペックシリーズのとうじょうじんぶつ）では、日本のテレビドラマ『SPEC〜警視庁公安部公安第五課 未詳事件特別対策係事件簿〜』から、続編の映画『劇場版 SPEC〜天〜』『劇場版 SPEC〜結〜 漸ノ篇/爻ノ篇』までのシリーズの登場人物について解説する。
前日譚を描くスピンオフの漫画作品『SPEC〜零〜』についてはそちらを参照。
名前横の（ ）内は読み仮名、〈 〉内は作中初登場時の年齢で、本編、公式サイト、ノベライズ、『SPEC公式解体新書』、『SPEC/Booster Book』、『SPEC全記録集』が出典である。

## 警視庁公安部公安第五課 未詳事件特別対策係
当麻 紗綾（とうま さや）〈24〉
演 - 戸田恵梨香
主人公の一人。警部補。警視庁公安部未詳事件特別対策係（通称：未詳〈ミショウ〉）捜査官。1985年12月24日生まれ、東京都世田谷区経堂出身。京都大学理学部卒業。
IQ201と天才的な頭脳の持ち主であり、英語とスペイン語を使いこなし、パソコンの画面をスクロールしただけで全て記憶する並外れた記憶力を持ち、コンピューターに詳しくハッキングも得意であるが、何回も財布を失したり、漢字が苦手だったりと抜けた一面がある。対人面では、がさつで口が悪い上に喧嘩っ早い性格で、舌打ちを頻繁にするなど人を小馬鹿にしたような言動を取る。この他にも、作中では非常識な行動が目立っており、周囲から迷惑がられることもしばしばである。そして顔が近い。
2009年8月15日、一 十一（ニノマエ）との因縁が絡む、とある事件で左手首を切断する重傷を負い、手術をするが神経機能が回復せず、動かない左腕は三角巾で吊るしている。髪型はボサボサで、服装も通常は紺で夏用がグレーのスーツに白ソックス（ズリ落として履いている）ばかりだが、本人は身なりに気を遣っているつもりらしく、原宿の美容院「ACQUA」に通っている。捜査の際には資料をはじめ箸や書道用具、分厚い書籍などを詰め込んだ赤いキャリーバッグを引いて歩き、車輪でしばしば瀬文の足を轢く。
刑事であるにもかかわらず「窃盗罪」の概念がなく「道に落ちてた照明借りパク罪」や「私の魅力ダイナマイト罪」といった現実には存在しない罪名をまくしたてて野々村や瀬文を呆れさせる。「どんだけー!!」や「キター!」などといった死語を平然と使い、ぶりっ子のように甘えたり茶目っ気を見せることもあるため、他の登場人物からは呆れられ、瀬文からは暴力的ツッコミを受けている。
常に脳を使ってカロリーを消費するため常人の10倍食べるほどの大食いで、毎日のように行きつけの中華料理店「中部日本餃子のCBC」で好物の餃子を基本10人前ずつ注文し平らげており（50人前まで食べられるという）、常にニンニク臭を漂わせている。加えて果物にふりかけやマヨネーズを合わせる極度の味覚音痴。終いには餃子やわらび餅が入ったパックを左腕で支えて頬張るという器用さも持つ。
突飛な言動とは裏腹に、心根は刑事としての使命感を抱き、犯罪を憎む正義感と義憤を抱えた一面も覗かせ、「人の道を外れてはならない」という強い信念も持つ。一方、犯罪を犯したSPEC HOLDERたちを裁判にもかけず超法規的に裁くことには抵抗を感じている。
物理マニアであり、エルヴィン・シュレーディンガー、レフ・ランダウや、京大理学部を目指すきっかけとなった同大学出身者の湯川秀樹ら物理学者を信奉する。2004年4月、同大学理学部を首席で入学。2006年、同大学在学中に司法試験に合格。大学卒業後、好奇心からFBIで『X-ファイル』の研究施設で学芸員として採用され、研究者となり、日本の警察に専門官としてスカウトされ、未詳に配属された経緯がある。
人間の持つ無限の可能性という観点や、自身が能力者に遭遇した経験からSPECの存在に肯定的で、被疑者が超能力を使用した可能性も視野に入れた捜査をする。書道4級で、書道をしながら推理するというスタイルを取っており、事件のキーワードを書き連ねながら頭の中の100万個もの膨大な情報量を整理整頓する形で思考し、それを破って紙吹雪のように舞い上げながら「いただきました」の決め台詞と共に最終的な結論を導き出す。その後、犯人の名前や重大なヒントを書き起こす。
両親と弟を亡くしており、祖母の葉子と2人暮らしだが、家に帰る場面はほとんどない。祖母を「おばあさま」と呼び、両親に対する呼び名は「父上、母上」「お父さん、お母さん」など、ドラマ本編や漫画『零』などによってばらつきがある。女子高生時代はツインテールのメガネっ娘で、冬場はセーラー服の下にジャージを着ていた。
『翔』では自身もまたSPEC HOLDERであり、左手に死んだSPEC HOLDERを呼び出す能力を宿していることが明らかになる。ニノマエとの対決で左腕を切断するに至った要因ともなった。当麻はSPECを得た理由を「死んだ家族と繋がりたかった」からだと推測している。最初に発現した時には御船千鶴子を呼び出している。ただし、「死者の力を使う」能力ではなく「死者に協力してもらう」能力のため、呼び出すSPEC HOLDERが協力してくれるかどうかは当人との関係次第である。
『翔』における久遠望との対決後、「自分のSPECを巡って、再び争いが起こらないようにしたい」として、苦渋の決断の末、召還した海野亮太に自らのSPECを封印してもらうが、『天』でのマダム陽・マダム陰との対決中に、封印されたはずのSPECが突如発現し、さらにはその能力が当麻自身にも制御不能なほど強力になり、亡霊に憑りつかれた当麻が瀬文に銃を向け発砲するが、弾切れになったところを瀬文に殴られたことで正気に戻った。
捜査のパートナーである瀬文とはケンカばかりしているが、彼が未詳に来る原因となった事件で上層部に信じてもらえなかった背景を理解しており、第5・6話の事件では里中を救うために力を貸すなど協力を惜しまない。彼が落ち込んでいる時には餃子入りうどんやすき家の牛丼を食べさせて励まそうとしている。『翔』では、瀬文の失踪の際に誰よりも心配していたのが当麻であると美鈴に指摘されている。
完結編にあたる『結 爻ノ篇』では多くの人物の犠牲を目の当たりにした上、シンプルプランの非道ぶりに激怒し、ついに封印してきたSPECを使い先人類たちと対決する。先人類の霊体を封じ、世界を救うために瀬文に苦しむ自分を撃ち殺すよう頼み、最期は彼によって射殺された。その後は、この世の「正しい時間」を知覚する者として空に滲んだ姿で「無間地獄」を漂い、それまでの物語から存在が消えてしまうが、投獄されている瀬文に捕まえられ、腕を取り合うことができた。
名前の由来は、「当麻」は刀鍛冶の名前より、「紗綾」も刀の鞘による。ファッションがフレッシュマンスーツを着用し、素足にホワイト・ソックス、靴は革製ダークブラウンのローファーというカリカチュアされたコスチュームで固定されていることについて、堤幸彦はファッションに興味を持たないインテリである当麻が最低限他人に後ろ指を指されないスタイルとして設定したもので、服装を固定することでその意味よりも人物の感情や動きに重点を置くことができるようにこのようにしたと述べている。
当麻紗綾のキャラクターは、オリコンによる2012年の「好きな刑事ランキング」で5位に選ばれている。
瀬文 焚流（せぶみ たける）〈36〉
演 - 加瀬亮
主人公の一人。警部補。未詳捜査官。1974年11月11日生まれ、神奈川県横須賀市出身。
若くして警視庁特殊部隊 (SIT) の小隊長を務めた凄腕。2010年9月11日、外国人犯罪グループとの銃撃戦の最中に不可思議な現象に見舞われたことから、部下である志村を誤射した疑惑を持たれ、同年10月1日、未詳へ左遷される。英語と中国語に堪能である。坊主頭であることから、当麻に「ハゲ」と罵られることが多い。鞄の代わりに口を捻った紙袋を持ち歩いており、紙幣や逮捕状、時には拳銃を取り出すこともある。口癖は「○○なめんじゃねぇ / ○○なめんな」（権力、命など）。
強い正義感と、高圧的で生真面目な軍人気質の持ち主であり、上下関係を徹底して遵守する反面、配属当初は未詳の緊張感のないオフィスに呆れ、現在の上司である野々村のことを露骨に馬鹿にしていたこともあった。当麻や野々村を初めとした奇人変人揃いの作中においてはかなりの常識人でもある。
冷静かつドライな捜査に徹し、被疑者に対して躊躇なく発砲するなど攻撃的な態度に出ることもある。SIT在籍時の矜持でもある「命捨てます」を掲げる一方で、志村の一件によるトラウマから「人の死」に強い恐怖心を持っており、「悪人だろうが政治家だろうが、人の命は人の命」と語り、自殺を試みる被疑者や他人の生命を弄ぶような人物に対しては怒りを露にする。
未詳に配属された当初は、志村との間に起きた不可解な現象に困惑しながらも、当麻が興味を抱く超能力や霊能力をバカバカしいと一蹴していた。しかし、病を癒すSPECを持つ人物と接触して自身の怪我が完治したことや、SPECの存在を認めざるを得ないような数々の出来事を目の当たりにし、信じられないという思いを抱きつつも受け入れていく。それでも、SPECに対しては、SPEC絡みの事件で自身が散々な目に遭ったからか「私欲の産物」と決め込むなど否定的な態度を貫徹している。
がさつな当麻には反感を抱き、罵倒や暴力的なツッコミを入れることがしばしばで、互いに気が強く短気な者同士なため喧嘩になることも少なくない。しかし、持ち込まれた事件の捜査に当たるうちに当麻の能力を認め、その過去についても知るうちに徐々に絆を深めてゆく。彼女が危機に陥った際には命がけで守ろうとし、精神的にも支えあう相棒となってゆく。
趣味は戦国武将などのジオラマやフィギュアの制作。第1作目の『ランボー』に憧れ、軍事オタク、軍人マニアとなった。名前の由来は、「瀬文」はブラッド・ピット主演のサスペンス映画『セブン』と「Save me」より、「焚流」は銃火器の一流の使い手という意味から、「火」という字を使いたかったからとのこと。
テレビドラマ版『SPEC〜零〜』で描かれた過去では、高校時代に警察官の父親が殉職し、のちに自身も警察官となってSITに入り、出動中に負傷した隊長に替わって指揮を執ったことが認められ若くして丙部隊小隊長になる。しかしキャリアが上の柳岡副隊長の反発を買ってリンチに遭い、その直後に彼を殴り倒した後、部隊から排除したことが遠因となって、志村優作の事件の際、柳岡とその仲間から不利な証言をされ、その事件に興味を持った野々村と当麻により未詳に引き抜かれたことになっている。
『結 爻ノ篇』では、世界を救おうとして先人類の霊体を封じるために苦しむ当麻を断腸の想いで射殺した。その後は、全てが書き換わった世界で当麻を射殺した刑事殺しとして、事情を知らない刑事たちから集団リンチに遭い投獄される。だが最後にその手は概念と化し一部の人間にしか知覚できない当麻の腕をしっかりと掴んでいた。スタッフロール後、渋谷の雑踏の中に二人の背中が映し出され映画は終了する。
瀬文のファッションは黒のスーツに同色のニットタイと固定されているが、その理由は前述の当麻と同様である。
野々村 光太郎（ののむら こうたろう）〈70〉
演 - 竜雷太
未詳事件特別対策係係長で、元捜査一課弐係（通称：ケイゾク）係長。1940年生まれ。定年を迎えた後、嘱託として未詳の係長に就任した。激しやすい部下たちをなだめる温厚な老刑事で、ギャグやボケをかましては瀬文にたしなめられるとぼけた人物。不倫相手である正汽雅からは結婚を迫られているが、弁護士の現妻とは離婚調停が進まず板ばさみ状態。弐係時代から現在に至るまで、雅という名前の何人もの女性と結婚不倫を繰り返している。糖尿病を患っている。未詳の部屋でミジンコ（『翔』ではシーモンキー、『天』ではエビ）を飼い、常に好物の柿ピー入りのビンを肌身離さず持ち歩く昼行灯で、いまひとつ頼りないが、ここぞという時に刑事としての厳格な一面を見せることもある。多数の後輩たちを世話してきた人望の厚さから密かに慕われており、その時代からの愛称としてゴリさんと呼ばれることがある。
未詳の存在意義や、警察上層部の魑魅魍魎どもが隠匿する「パンドラの箱」について思うところがあり、瀬文に銃の携帯許可を出すなど2人の部下を信頼しバックアップする。それらのことは弐係時代の部下・柴田純を思わせる経歴の、現在出世している東大卒の女性キャリアを通じて知った。『零』では未詳を設立し野々村を係長に任命したのが柴田であると明言されている。
『翔』では市柳の係長就任に伴って係長待遇に降格され、デスクを奪われたため隅の仮眠スペースに座卓を置いているが、当麻の書道の際にはその場所を横取りされている。謎の人物Sから「シンプルプラン」阻止のための情報を密かに受け取り、そのパーツの1つである「ゴエティア」のmicroSDを奪って未詳にある雅の写真の裏に隠している。
『結 漸ノ篇』では、ウイルスの確保に成功した直後、宮野珠紀に射殺された。
吉川 州（きっかわ しゅう）〈38〉
演 - 北村一輝（特別出演）
（※「吉」は土の下に口の「」〈つちよし〉と表記される場合もあり）
『翔』で未詳に新しく配属された刑事。1972年生まれ。元組織犯罪対策部（マル暴）で見た目もチンピラのようだが、情に厚く涙もろい。柄の悪い関西弁で話し、彼を慕う舎弟のパンチパーマの刑事たち（通称パンチーズ）が捜査に同行する。瀬文の部下であった志村優作とは高校のワンゲル部で先輩後輩の関係だった。(年齢差から直接的な先輩後輩関係ではないものと思われる)
配属当初こそSPECの存在には懐疑的で色々な噂のある未詳の面々に当たりが強かったものの、実際に黒男のSPECを目の当たりにしてからは協力的な姿勢を見せ、当麻からの指示を忠実に実行するなど意外にも協調性の高い面も見られた。
『翔』の事件解決後、マダム陽&陰によりミイラ化され死亡したかのように思われたが、その後野々村やパンチーズらによってお湯をかけ続けられ揉んでもらい蘇生した。ただ、動く度にシャリシャリと音がしたり、時間が経つと再び凍ってしまう（お湯をかければ元に戻る）。
『結 爻ノ篇』においてセカイらと対峙した際、警視庁屋上から地上へ転落させられ死亡。ただし、終盤の改変された世界では生存しており、未詳にて野々村係長と舎弟のパンチーズと共に、事件の捜査会議をしている描写がある（その時にも、体が凍ってしまうという症状が残っており、凍った体を野々村やパンチーズに温められている。）。
市柳 賢蔵（いちやなぎ けんぞう）〈56〉
演 - でんでん
『翔』より登場。未詳に新係長として配属された。東京大学文科III類卒業。部下たちには横柄な態度を取るタイプの上司で、当麻と瀬文はあまり信頼を置いていない。髪はカツラで、当麻たちにしばしばあてこすられては動揺した様子をみせている。
実は津田助広の宗家が変装した姿であり、先述の経歴および性格も自身の正体を隠すための隠れ蓑である。SPEC HOLDER組織のスパイとなった別の津田を宗家の責任として処分したあと、『天』で変装を解き未詳から姿を消す。またかつて本名であった時は野々村の部下でもあった。
名前の由来は横溝正史の『本陣殺人事件』の登場人物、一柳賢蔵から。

## 警視庁関係者
馬場 香（ばば かおる）〈40〉
演 - 岡田浩暉
捜査一課管理官。1970年生まれ。瀬文に未詳事件特別対策係への異動を命じた。気障でインテリ然とした性格だが、神経質な一面があり、甲高い声で叫ぶこともある。警視庁に入って間もなく管理官となったため、捜査経験は浅い。超能力が絡んだ難解な事件や面倒事を未詳に押し付けることもしばしば。基本的には、いい加減で頼りない事なかれ主義者であるが、新人のころは野々村の世話になった経験があり、刑事としての熱い信念も持ち合わせている。未詳が危機に陥った際には鹿浜・猪俣と共に進んでサポートを買って出た。捜査一課三人組の名字は合わせると馬・鹿・猪となるため、当麻には「バカイノシシ」や「ザコキャラ」と呼ばれている。
鹿浜 歩（しかはま あゆむ）〈55〉
演 - 松澤一之
捜査一課係長。1955年生まれ。主に馬場、猪俣と共に行動する。捜査は足を使ってという信条から常にスニーカーを履いている。頼りない馬場に代わって現場を仕切ることが多い。基本的には馬場と同様事なかれ主義であり、未詳とはよく衝突したものの、その実気骨のある刑事。上層部の判断について次第に懐疑的になっていき、未詳にも協力的になる。彼もまた馬場同様に、野々村の世話になっていた。
猪俣 宗次（いのまた そうじ）〈28〉
演 - 載寧龍二
捜査一課刑事。1982年生まれ。怪しげな広島弁を喋り、鹿浜に対してタメ口を利くなどなめている節がある。美形だが、馬場や鹿浜同様情けないところが目立ちがち。サトリの占いで雅にプロポーズしていたことがほのめかされたが、彼女から一方的に婚約を破棄された。次第に未詳にも協力的になっていき、時に熱い刑事魂を見せるが、私情が入りすぎることがある。
近藤 昭男（こんどう あきお）〈50〉
演 - 徳井優
捜査一課弐係係長。1960年生まれ。野々村とは弐係時代の上司と部下の間柄で旧知の仲。前係長の野々村が定年を迎えたため、その後を引き継ぎ係長に就任した。
未詳に舞い込む事件には過去の継続捜査中の事案が絡むこともしばしばで、捜査に協力する。定時帰宅を欠かさず、残業はしない主義。機械マニアでバイク好き。また、日本舞踊・フラメンコ・社交ダンス・パラパラ・詩吟・昭和琴などなど、多趣味である。
実はSからの極秘情報を野々村に伝えるメッセンジャーの役割も果たしている。盗聴防止の意味合いで、極秘情報は主にケーキや煎餅などの食べ物を用いて伝達している。また、『零』の漫画版では当麻に家族の死の真相を伝える役は『ケイゾク』で近藤の同僚だった柴田純だが、同作テレビドラマ版ではこの役目を近藤が担う。
『SICK'S 〜内閣情報調査室特務事項専従係事件簿〜』では未詳が無くなったことから弐係に舞い込む事件が増え、（同作の主人公たちが属する）トクムに捜査協力を依頼している。SPEC HOLDERの攻撃で左手首を失った際には「当麻君みたいになっちゃいました」と発言した。
正汽 雅（まさき みやび）〈20〉
演 - 有村架純
未詳に出入りする婦警。野々村の愛人でもある。1990年生まれ。2010年、以前から交際していた野々村を追いかける形で警視庁に入庁。制服のスカートは常に膝上。門限は夜10時と決まっている。野々村との人目を避けたデートに嫌気がさしており、あらゆるアプローチで野々村に結婚を迫っている。未詳に相談者を案内し、「それでは、張り切ってどうぞ」と呼び込む。連続ドラマ最終話では、弁護士である野々村の妻に対抗するため司法試験を受け、合格して司法修習生となった。よって『翔』以降は警視庁を退職しているが、その後も未詳を訪れて野々村に迫る。これら毎回の彼女と野々村のやり取りは、本作品におけるコメディ・リリーフとなっている。
『天』ラストおよび『結 漸ノ篇』冒頭シーンでは2014年の日本で野々村の遺言めいた手紙を手にしている。また『漸ノ篇』では野々村と内縁関係で、ハワイで結婚式を挙げようとするも、刑事の妻として野々村が重大な役目を果たそうとしていることを悟り、任務へ送り出すが、彼の殉職により永遠の別れとなる。
志村 優作（しむら ゆうさく）〈24〉
演 - 伊藤毅
SIT「甲」チームの新人隊員で瀬文の部下。志村美鈴の兄。両親を亡くし、高校時代から働きながら、親代わりとなって美鈴を育ててきたが、そのことで美鈴との間に確執も生まれていた。瀬文を敬愛しており、日頃から瀬文の教えを守っている。「銀だこ」のさっぱりおろし天つゆねぎだこが好物。ある事件の作戦中、突如瀬文に銃口を向けて発砲するが、逆に自分自身が放った銃弾を受け重傷を負うという不可解な事件が起き、植物状態に陥る。辛の回（第8話）でヒーラーの能力によって元気な姿に戻ったが、直後瀬文たちや美鈴の目の前でブブゼラリーマンズに殺害される。
秋元 才三（あきもと さいぞう）〈45〉
演 - 井上肇
公安部公安第五課、課長代理。戊の回（第5話）の潜入捜査官たちの死亡事件の捜査依頼以降、数回にわたり未詳に現れる。当初は当麻を警官・刑事だと認識できず、バイト呼ばわりしていた。
津田 助広（つだ すけひろ）〈42〉
演 - 椎名桔平（特別出演）
公安部特務専任部長。SPECを用いた犯罪を捜査している一方で、冷泉を確保し、差し入れを与えながら極秘の保護施設に監禁して、その安全を守りつつも彼を利用しようとする。未詳をSPEC保持者に対する囮（おとり）として警察上層部の意向で行動している。彼自身も何度もSPECを持った人間から命を狙われている。
後にその素性が特殊能力者対策特務班警視庁公安部公安零課（通称：Aggressor）の中心人物であり、「津田助広」は現在の津田が殺されても、同じ顔をした男が「津田助広」と名乗るパブリックドメインとして存在し続けていることが明らかとなる。つまり津田には多数の影武者がおり、殺された津田たちもその一員だったが、大元は1人であり宗家を名乗っている。死んだとしてもその捜査内容と情報が他の津田に伝えられ、永遠に存在する。『天』に登場するのは第24代の津田宗家である。だが、SPECを得た地居や神戸のようにSPEC HOLDER側と通じている裏切り者の津田も一部に存在する。なお、津田宗家も『天』でニノマエを始末しようとした際に死亡する。翔でSPEC HOLDERであることを告白しているが能力に関しては不明のままで終わった。
津田たちは表向きさまざまな職業につき異なる個性を持つが、共通の特徴として短気だが飄々（ひょうひょう）とした振る舞いをし、好物は寿司とよっちゃんイカ、喫煙者で銘柄はマイルドセブンONE。特にこのタバコとよっちゃんイカは零課の中でも津田を名乗る者にしか許されないため彼らにとってのステイタスとされている。
パンチーズ
演 - 高橋孝輔・田中裕士・永沼友由輝・松浦崇文・植田靖比呂
組織犯罪対策部の刑事たちで吉川の舎弟。全員パンチパーマで、吉川を「兄貴」と呼び、忠実に付き従う。SPEC HOLDERに銃を向けて「うおぉぉ！地獄に落ちろぉ～」と言うなど言動は荒い。最初はSPEC HOLDERを信じず、吉川を小馬鹿にする当麻を睨みつけていたが当麻に「カッケェ～」と言われたのを境に協力的になる。映画ではミイラになってしまった吉川の蘇生を野々村と行ったり、解凍するために常にお湯を肌身離さず持ち付き添うなどかなり献身的な面もある。
演じるのは劇団PU-PU-JUICEのメンバーたちである。

## 未詳関連人物
一 十一（にのまえ じゅういち）〈年齢不詳〉
演 - 神木隆之介
当麻と瀬文の前に現れた謎の少年。難読な名字であるため、劇中や字幕放送、公式サイトなどではしばしば「ニノマエ」と表記される。
未詳に捕まったSPECを持つ犯罪者を始末している。時を止めるSPEC（公安調べ）を持ち、発動した際には世界の動きが停止したような現象が起きている（任意の対象を自らと同じ状況に引き込むことも可能）。名前を縦に並べると「王」となり、自分が最強のSPECを持つSPEC HOLDERのキングだということを強く意識している。逆らう者たちに対しては大量殺人を働くなどの残酷な面がある。また死体をマットで挟みホットドッグと称したり、犯行予告の映像を漫才仕立てにするなど、ブラックジョークを好む場面も多い。
普段の生活ではごく普通の少年を演じており、母親と2人暮らし。学校では、写真に写りたがらない、行事にもまったく参加しないなど、担任の女教師から「影が薄い」と評されている。時間を停止させてカンニングを働いているらしく、試験の結果は非常によい。好きな食べ物はたこ焼き。趣味はプラモデル。猫が好きで野良猫に餌を与えるなどしているが、猫は彼のことが嫌いである。好きな番組はTBS系で放送されていたアニメ『けいおん!』で、登場キャラクターは平沢唯が好き。
彼のSPECの正体は「時間停止」ではなく、「人間の数万倍のスピードで動き回る能力」。そのため、通常の人間とニノマエの体感する時間の流れは異なり、通常とは早い時の流れを生きているため、実年齢が13歳の中学生でも高校生として成長していた。しかしそのため、毒を摂取すると常人の数万倍のスピードで侵食されてしまう。さらに能力以上に速い速度である電気の流れや、熱などの環境的要因までは止めることは出来ない。
正体は当麻の弟である陽太本人。飛行機事故で両親を失ったが、その際にSPECを発現し生き残る。その後地居に記憶を書き換えられ、実の姉を両親を爆弾で殺した犯人と思い込み、強い憎しみを抱いている。耳の裏に星型の痣があり、当麻はニノマエが弟の陽太であることを思い出した。
当麻が仕掛けた毒の雪を浴びて致命傷を負い、当麻が姉であることをようやく思い出すが、入院後治療のかいなく死亡（その後の最終回エンドロールで、当麻の持つフリップに登場人物が記載されており、存命する人物は黒、死んだとされる人物は赤で表記されるところ、ニノマエの表記では赤と黒が反転〈点滅〉しており、生死はあいまいにされていた）。
『翔』では当麻のSPECにより冥界から召喚され協力する。地居を倒した現象も、死んで当麻に呼び出された陽太が弾を弾き返したことによる。『天』に登場するニノマエによれば呼びだされたのではなく側にいて姿を表したと称していた。しかし、そのニノマエは本人ではなく、ブブゼラリーマンズに盗み出された遺体から作られたクローンで、自ら17年間時を止めて肉体を成長させて現われ、再び組織のトップとして世界征服のためのテロを仕掛けてゆく。このクローン死後も4人のスペアが現われるが、彼らはセカイによって消されてしまう。クローンには陽太の猫好きの面は受け継がれていない。『結』ではプロフェッサーJにより大量のクローンの失敗作が作られていたことが明らかになる。終盤では陽太本人として当麻に呼び出され、他のSPEC HOLDERと共に協力する。
志村 美鈴（しむら みれい）〈19〉
演 - 福田沙紀
志村優作の妹。1991年生まれ。東京芸術大学を目指す浪人生（2浪中）で、地居がいる進学塾「藻合塾」の清掃のアルバイトをしている。兄に謝りたいという強い思いから彼の頭に触れて以降、触れた人や物からそれに関連した映像を見ることが出来るSPEC（サイコメトリング能力）を発現するようになる。画家志望だが、本人は自分の才能に限界を感じている。性格は気が強く、毒舌家な一面がある。兄と最後に話した際に喧嘩したことから強い悔恨を抱いている。
事件当初、瀬文が優作を撃ったと思っており、瀬文を恨んでいた。また警察組織を一切信用しておらず、当麻にも警戒心を露わにするが、昏睡状態に陥った優作の記憶を能力で見た際に真相を知り、わだかまりを解く。
成人後は兄の教えを守ってビールには贅沢をしているが、酒乱気味である。当麻の瀬文に対する特別な思いに気付き、2人の関係を心配している。
のちに芸大に合格し大学生活を送っていたが、サイコメトリーで知った事件を通報したものの信じてもらえず、逆に周囲に疑われて大学を辞めるはめになるなどその能力ゆえに苦難の日々が続く。さらに『天』ではSPECに関する機密情報を知ってしまいCIROの監視下に置かれ、以前よりニノマエの組織にスカウトされていたことが明らかになり、その後ニノマエに離反して殺害された。『結 爻ノ篇』では当麻に冥界から呼び出され協力し、セカイらが倒された後の世界ではなぜか地居とカップルになっている。
地居 聖（ちい さとし）〈24〉
演 - 城田優
大学院生。1985年生まれ。東京大学理学部生物情報化学科の研究室に所属し、ループ量子重力理論でノーベル賞を狙っている。当麻の大学時代の恋人で、未だに当麻に未練を抱いており、幾度も復縁を迫るが全て断られている。左利きでスペイン語を話せる。予備校「藻合塾」の特別コース「東大選抜コース物理MAX」で物理講師のアルバイトをしている。当麻にはプロポーズしており、婚約後に当麻がニノマエとの戦いで左手首切断の重傷を負い、心の傷から刑事としての職務により深く没頭するようになってから、破局した模様。同じ塾でアルバイトしていた美鈴と知り合い、親しくなった。
好きな食べ物はコーヒー用の粉ミルクで、紅茶が好きで、薬草茶や無添加紅茶に詳しい。好きなアイドルはAKB48でまゆゆ推し。趣味は将棋。
正体は人間の記憶を書き換えるSPECの持ち主であり、ニノマエの背後に潜んでいた真の黒幕でもある。また彼も「津田助広」という名前を持つ1人であった。当麻と恋人関係にあった記憶も彼が捏造したものであり、ニノマエを追い詰める当麻の頭脳に感動し、彼女に好意を持たれることを望んでいた。最後は当麻、瀬文、美鈴らを殺そうとするが、当麻のSPECで呼び出したニノマエの能力によって、撃った銃弾を自分の方に向けられ、全身に銃弾を浴びて死亡。
『結 爻ノ篇』では当麻が冥界からSPEC HOLDERを召喚した際呼ばれてもいないのに登場し、終盤の別の平行世界ではなぜか美鈴と交際していた。
『サトリの恋』ではサトリに恋占いをしてもらうが、学歴詐称を看破され（実際は京大を六浪しており、合コンでは京大卒を偽っていた）、サトリに「嘘つき」「大嘘つき」「You are liar!（お前は嘘つきだ！）」と公衆の面前で罵倒される。
海野 亮太（うんの りょうた）〈35〉
演 - 安田顕（中学時代：山内翔平）
東京中央警察病院の医師で志村の主治医。1975年生まれ。心臓外科医（特に小児科）の世界では世界的にも有名であり、難病をいくつも自分の手で治したことがある。物腰は穏やかで、美鈴のことを気に掛け、彼女に発現した能力に興味を持つ。中学生のころに手に大ケガをしたが、細胞を再生させる能力を持つ“神の手を持つ男”にそのケガを治してもらった経験があり、その男の居所を知りたがっている。考え事をする時は爪を噛む癖がある。ピクルス・ステーキ・オムライス・ケチャップが嫌いだが、それを先んじて食べる嗜好の持ち主。中学時代は、坂本龍一に憧れてピアニストを夢見ていた。医者という職業に誇りを抱いており、患者や同僚たちからの信頼も厚い。
正体は「相手に病を処方する」SPECの持ち主であり、患者に難病を処方しては、治療することを好むマッドサイエンティストとしての一面を持ち、その能力で公安の潜入捜査官を死に追いやった。「ジェニファー氏病」の子どもを救えなかったことがきっかけでSPECが覚醒し、それ以来自身のSPECで6人の子どもにジェニファー氏病を発症させ、その術式と論文が世界のスタンダードとなる。当麻と瀬文に自らの犯行を突き止められたが、自らが病を与えた里中梨花の命を救った後に姿を眩ませる。その後、公安零課に連行されて殺害された模様。
『翔』では当麻のSPECで冥界から呼び出され、その能力により脳の覚醒した部分を永久に眠らせることで望と当麻のSPECを（当麻の場合は一時的に）封印する。『結』では他のSPEC HOLDERとともに登場するが、当麻には呼ばれていなかった。
『Knockin'on 冷泉's SPEC Door』では、若かりしころの冷泉＝鈴木のSPECを封印するため鈴木の脳に病を処方したほか、看護師が口にした紙コップを密かに袋に保管して、それを吸気する変態という一面も描かれた。
冷泉 俊明（れいせん としあき）〈年齢不詳〉
演 - 田中哲司
占い師。屋敷「冷泉洞」の主。未来を見ることが出来る予知能力を持つ。その占いの確実さから政治家や財界から珍重される。予知の仕方によっては透視や人探しなど、幅広い応用力を持つ。支持者も多く、1年先まで予約が控えている。当麻は、「冷泉の能力は本物」だと確信している。恐喝容疑で逮捕された後、津田に連行され、彼の監視下に置かれることになる。
本名は鈴木俊明で、SPECを持つ以前は元俳優である経験を活かして健康食品の営業マンとして巧みな話術と行動力を使い相手を信用させ、詐欺師業を行なっており、1998年からキトサン入りの健康食品をマルチ商法で販売していた。
2006年、営業マン時代に遭遇した度重なる不運（軽トラにはねられる・シャブ中男に刺される・庭石に後頭部を強打する）が原因でSPECが覚醒。その後は、レモンをかじり呪文を唱えることでSPECが発動できるようになる。
好きな食べ物はイクラとカキフライで寿司や餅には醤油は付けない。態度は尊大だが小心者で脅しに弱い。反面、殺人には荷担しない潔癖さも持ち合わせており、自身の持つ能力の恐るべき可能性とデメリットを知って疎ましく思っている。
占う際はレモンをかじり、「ラミパス ラミパス ルルルルル…」と唱える。最大呪文に「テクマクマヤコン テクマクマヤコン…」があり、「庚の回」（第7話）で唱えた際はサトリの能力を見抜き、読経することで心を読まれないようにした「無想転生」を発動した。
津田の監視下で度重なる襲撃を受けたことで自分の身に危険が迫っていることを実感するが、取引により当麻と瀬文にそれぞれ予言を残し、自由を求めて去っていった。しかし、公安零課に殺害された模様。
『翔』『結 爻ノ篇』では当麻のSPECで冥界から呼び出され協力する。『翔』では予知の際にグレープフルーツやサツマイモも使用した。
『Knockin'on 冷泉's SPEC Door』では主人公。前述の営業マン時代の冷泉もとい鈴木俊明（演 - 佐藤隆太）のSPEC覚醒にまつわる物語が描かれている。
サトリ〈19→21〉
演 - 真野恵里菜
女性占い師。庚の回・『翔』・『結 爻ノ篇』・『サトリの恋』に登場。本名は星慧（ほし さとり）。当麻が見つけ出した資料には生年月日は平成3年（1991年）4月11日と記載されている。人の心を読む能力を持ち、同時に複数の人物の読心も可能。属する組織のボスの命令で冷泉奪取を企て、未詳と対決する。ロリータ・ファッションに身を包み新宿で街頭占いをする売れっ子占い師で、的中率の高さでテレビやインターネットでも話題となっていた。夜12時には必ず閉店して姿を消すことに由来して「新宿のシンデレラ」と呼ばれている。庚の回の時点ではバスに乗車して追突事故に巻き込まれ、首にムチ打ちの症状があった。相手の心を読むという強力すぎるSPECの副作用で午前0時を過ぎると強烈に眠くなるという弱点がある。
なお、この回で瀬文が手にぶらさげている栄養ドリンク「元気者」は、サトリ役でゲスト出演した真野の11枚目のシングル「元気者で行こう!」に由来する（同シングルのミュージック・ビデオの演出を担当したのは堤幸彦）。
庚の回で冷泉俊明を強奪し逃走した際の車のナンバーは「8626（ハロプロ）」だった（品川800 へ 8626）。
『翔』では保護施設を出て再び街頭占いをしていたが、黒男に襲撃される。サトリを警護していたボディーガードたちとともに命を落とし、刺殺体として発見された。以降、当麻に冥界から呼び出され協力する。また、堤幸彦により「さとりんさといもすいっすいっすいっ、さとっておさとがさとぽっぽ」と踊りながら唱えるようになった。
『サトリの恋』では主人公。栃木県宇都宮市の高校に通う地味目の美術部員だったが、テニス部のエース・水島翔一（演 - 國島直希）に恋をしたことをきっかけにSPECを覚醒。その彼と交際を始めるもSPECによる行動の先読みを疎まれるようになり、交際の破局に伴う人間不信で自殺未遂を起こす。搬送先の病院での担当医に恋をすることでリハビリ後は容姿も（テレビシリーズ時のように）覚醒。上京して夜遊びを覚え、知り合った白旗らの助言で占い師を始める。その後、SPEC HOLDER狩りをしていた新井遵子の標的となるが、夜遊びの際に接点を持った台湾系の組織に属することで助っ人を得て、新井を返り討ちにした。
ブブゼラリーマンズ
演 - 辻本耕志・吉田ウーロン太・竹森千人（フラミンゴ）、鬼頭真也・三宅十空・砂川禎一郎（夜ふかしの会）ほか
ニノマエの組織が差し向けた能力者たち。辛の回・最終話・『翔』・『天』・『結 爻ノ篇』に登場。外見は眼鏡にスーツ、アタッシェケースを持ったサラリーマン風の男たちで、忽然と現われて同時にブブゼラを吹き、物体や人（自分自身を含む）を移動させるSPECを持つ。なお、『翔』ではブレイクダンスを踊ると音を消すことが出来るSPEC HOLDER（演 - 野沢トオル）により一時的な妨害を受けたことから、能力発動には音が関係するようである。
演じるのはフラミンゴのメンバーで、当初はエキストラとして俳優のクレジットは不明とされていたが、シリーズ完結に至るまで登場するキャラクターとなった。また、『翔』から一部メンバーにお笑いユニット「夜ふかしの会」のメンバーが出演しており、映画のプロモーションなどでも登場している。『天』では、水着とゴーグルを装着、『結 爻ノ篇』ではセカイたちに呼び出されるブタの鼻を付けた「ブタ鼻リーマンズ」として登場する。
御前会議（ごぜんかいぎ）
演 - 戸田恵子、山寺宏一、平田広明ほか
『翔』・『天』に登場。日本を陰で支配する世襲制の秘密会議のメンバーたち。

## 当麻家
当麻 葉子（とうま ようこ）
演 - 大森暁美
当麻姉弟の祖母、流夏の母。1942年生まれ。書家であり、当麻書道教室を開いている。流派は当麻流。現在は紗綾と2人暮らし。あまり家に帰って来ない嫁入り前の孫娘・紗綾を心配している。「めっさ汚な」「ビビってんのかしら」など若者っぽい言葉で話すこともある。『結 漸ノ篇』において、陰謀に巻き込まれて湯田（ユダ）に憑依され、自宅にいる当麻たちの前に手榴弾を撒き、爆死する。
当麻 陽太（とうま ようた）
演 - 神木隆之介
当麻紗綾の弟。1997年生まれで、2003年の時点で6歳。右耳の後ろに星型の痣がある。猫が好きで、よく野良猫に餌をやっては母や紗綾に叱られていた。連続ドラマ開始7年前の2003年9月11日、両親と共に飛行機事故に巻き込まれ死亡したとされるが、その後ニノマエとして生きていたことが明らかになる。
当麻 天（とうま そら）
演 - 佐野元春
当麻姉弟の父親。1960年生まれで、2003年の時点で43歳。ISAS（現JAXA）の教授を務める優秀な科学者で小惑星探査機「はやぶさ」の開発にも携わっていた。当麻家の婿養子。2003年、流夏・陽太と共に飛行機事故に巻き込まれ死去。ニノマエは当麻に、天自身も何らかのSPECを持っていたため飛行機事故を装って殺害されたと語っているが、クローンのニノマエによる証言のため真相は明らかではなかった。その後『結』では湯田ことプロフェッサーJにより、彼らの計画への協力を募ったがそれを拒否したため殺害されたと説明される。
『結 爻ノ篇』では挿入歌として佐野の楽曲「彼女」（アルバム『Heart Beat』収録曲）が使用された。
当麻 流夏（とうま るな）
演 - 石田えり
当麻姉弟の母親。1963年生まれで、2003年の時点で40歳。元日テレの女子アナ。2003年、天・陽太と共に飛行機事故に巻き込まれ死去。ニノマエは天と同様流夏も何らかのSPECを持っていたため殺害されたと語っている。

## その他
「中部日本餃子のCBC」の親父（ちゅうぶにほんぎょうざのシービーシーのおやじ） / 餃子ロボ親父（ぎょうざロボおやじ）
演 - 多田木亮佑
当麻行きつけの中華料理店の店主。1960年生まれ。名古屋弁訛り。スペイン語での日常会話ができる。妻のアラータには日常的に保険に入るように勧められている。ジグソーパズルが好き。甲の回（第1話）では財布を失くし、食事代を払えなかった当麻を警官だとは信用できず、彼女を連れて未詳までやってきた。だが当麻の食いっぷりには感心しており、大量の注文にもすぐに応える。連続ドラマ終盤では店から姿を消した後、大怪我をして何者かにサイボーグ化され、餃子屋台「中部日本餃子の新CBC」を営む。『翔』以降はさらに機械化が進み、電子レンジ状になった胴体で餃子を調理できるようになり、『天』では見習いのロボット2G（ツージー）を従えている。『結 漸ノ篇』にてアラータに保険金殺人で殺されかけていたことが判明。普段は富士山の麓で暮らしているらしい。
作中では、他の登場人物たちは彼がロボット化してゆくことに対して特に疑問を挟まない。
『結 爻ノ篇』にて、当麻のSPECによって餃子ロボ親父の姿で呼び出されている。「人の三倍速く動けるSPEC」と推測される。
アラータ
演 - 安藤絵美
「中部日本餃子のCBC」の店主夫人。チリ人で、店主や客に対して保険に入ることを勧める癖がある。『翔』ではなぜかSPEC HOLDERたちの保護施設「デッドエンド」にいた。
『結 爻ノ篇』のパンフレットによると「殺した相手がロボット化するSPEC」を持っている。
管 直入（くだ なおと）
演 - 児玉頼信
国政与党・正義党の幹事長。甲の回（第1話）で五木谷のパーティーに出席し、毒物検査を経ていない勝ち酒を持ち込もうとして騒動に巻き込まれる。壬の回（第9話）では総理大臣に就任しているが、テロに屈しない宣言をした直後、ニノマエに脅され服従する惨めな姿を晒したうえに彼に暴行を受ける。名前は日本の第94代内閣総理大臣・菅直人（連続ドラマ放送当時）が元ネタ。なお、『天』では総理大臣は「野田仕彦」という人物になっている。
上野（うえの）
演 - 山崎和如
管の秘書。甲の回（第1話）では、全く無関係だったにもかかわらず、酒に酔った野々村係長の推理で殺人事件の第一容疑者とされる。
川里 三幸（かわさと みゆき）
演 - 藤田秀世
東京中央警察病院の男性医師。メロンが大好物で、好きなアイドルもメロン記念日。字は汚い。戊の回（第5話）では公安外事第三課の潜入捜査官たちの死亡診断書を、辛の回（第8話）では志村の尊厳死について美鈴と話し合いを、癸（起）の回（最終話）では当麻・瀬文の主治医を担当した。『翔』以降も、未詳が対応する事件がらみで負傷した警察や事件関係者の治療をたびたび担当している。
森永 卓郎（もりなが たくろう）
演 - 森永卓郎
TBSのニュース番組『Fスタ』のコメンテーター。同姓同名の経済アナリストがいるが同一人物かどうかは不明とされている。
岡村仁美（おかむら ひとみ）〈28〉
演 - 岡村仁美（TBSアナウンサー）
『Fスタ』のニュースキャスター。
『結 爻ノ篇』にもカメオ出演している。
一 二三（にのまえ ふみ）
演 - 篠原恵美
一 十一の母親。元看護師で未婚の母。ニノマエが所属する組織の協力者である“記憶を書き換える”能力者に記憶を書き換えられ、長年にわたり親がいないニノマエの母親代わりとなっていた。
『零』ではニノマエとの出会いが描かれ、殺された石油メジャーの幹部の妻であったが、夫が死に、嘆きのあまり後追い自殺をしようとしていたときに地居に記憶を書きかえられ、ニノマエの仮の母としてセッティングされた経緯が明らかになっている。

## 各回ゲスト

### 「甲の回」（第1話）
脇 智宏（わき ちひろ）〈43〉
演 - 上川隆也
五木谷の秘書。五木谷を殺害した張本人。注射器を飛ばして天井に刺したり、ボールを剛速球で投げるなど異常に発達した運動能力を持つSPEC HOLDER。最期は撃った銃弾をニノマエの能力によって自分に直撃させられ、死亡する。
五木谷 春樹（ごきたに はるき）〈36〉
演 - 金子賢
正義党の国会議員にして五木谷グループの代表取締役。O型。東京大学の在学中に投資顧問会社を設立し、21歳でIT会社を買収。その後、2009年に比例代表で当選し、当時無職であった冷泉を有名な予言者に育て上げる。ベンチャービジネスから成り上がった男で、タレント活動も行っている。秘書である脇智宏にカリウムを注射され殺される。
聴聞委員
演 - 日比大介、西海健二郎ほか
志村を誤射した瀬文を聴聞した3人の委員。後に「乙の回」（第2話）でも脇が何者かに銃殺された件についても聴聞した。
豊福 真己
演 - 吉永秀平
冷泉の侍従。
『Knockin'on 冷泉's SPEC Door』で役名が明記され、冷泉の思い出話の聞き手を担う。

### 「乙の回」（第2話）
桂 小次郎（かつら こじろう）〈36〉
演 - 山内圭哉
女性5人が犠牲になった足立区連続バラバラ殺人事件の犯人で、手口の残忍さから死刑囚となる。1974年5月20日生まれ。自身に千里眼の能力が発現したと話すが、実際は数百キロ離れた場所の音も聞こえるという異常に発達した聴覚を持つSPEC HOLDER。この事件の後、津田の手配により死刑が執行される。
大島 優一（おおしま ゆういち）〈46〉
演 - 佐野史郎
東京カトリック中央協会の神父。ボランティアで教誨師の仕事もしている。Twitterにそっくりのtubuyaiter（ツブヤイター）なる投稿サイトに書き込みを行い、警視庁内での出来事や未詳の無礼な応対を実況していた。
後続作『SICK'S 恕乃抄 〜内閣情報調査室特務事項専従係事件簿〜』ではカトリック教会を離れ、「インナープラネッツ」なる新興宗教へ鞍替えしていたことが明らかとなる。
鬼門 拓也（おにかど たくや）〈満30歳没〉
演 - 滝藤賢一
「青山華道家死体なき殺人事件」で殺害された新進気鋭の華道家。創作の過程で自傷行為をする癖があった。
鬼門 真理子（おにかど まりこ）〈34〉
演 - 森脇英理子
鬼門拓也の妻。妖艶な美貌の持ち主。鬼門の電話に出た最後の相手であり、電話越しに鬼門が殺されたと思しき銃声を聞いている。
板野 貞雄（いたの さだお）〈35〉
演 - 斎藤工
鬼門の片腕と謳われた華道家。鬼門とは古くからの友人でもあった。鬼門と共同で会館を開くが、経営面で意見が食い違い対立していた。当麻には、風貌を指して「マイケル」や「マイコー」と呼ばれる。
松井 和生（まつい かずお）〈34〉
演 - 岡田義徳
鬼門の愛弟子だった華道家。鬼門に才能を評価されていたが、活花の方向性の相違から衝突していた。嫌味ったらしく、感じが悪い性格の持ち主。
家政婦（かせいふ）
演 - しのへけい子
鬼門家に長く仕えている家政婦。拓也亡き今、真理子を支えている。人の言動に敏感にリアクションする性格。

### 「丙の回」（第3話）
武藤 純（むとう じゅん）〈23〉
演 - 清水優
ガソリンスタンド「油商人」店員で憑依事件の最初の被害者。憑依された後、辺りにガソリンをぶちまけて放火未遂騒動を引き起こした。
林 実（はやし みのる）A
演 - 正名僕蔵
憑依事件の2人目の被害者で、最初に憑依された“林実”。水虫持ちの警視庁の巡査。
林 実 B
演 - 森富士夫
何者かによって憑依された“林実”の1人。聖信女子高等学校の校長。憑依された後、女子生徒に対してスカート捲りをして、現行犯逮捕された。
林 実 C
演 - 吉見一星
何者かによって憑依された“林実”の1人。原宿のヘアサロン「chateau de MINORU HAYASHI」のカリスマ美容師。憑依された後は、客（演 - 牧野ステテコ）の髪形をめちゃくちゃにしてトラブルを起こす。
林 実 D〈37〉
演 - 村杉蝉之介
何者かによって憑依されたという“林実”の1人。慶徳大学医学科の中山研究室助手。ニノマエの存在を知っている。愛弟子と言われていたが、憑依中に中山教授を殺害してしまったらしく、複数の証拠と共に警視庁へ連行される。その後、拘束された彼の前にニノマエが現れ、彼によって電気椅子が発動して死亡する。
他者の肉体に憑依するSPEC HOLDERであり、一連の事件の真犯人でもある。
中山和紀
演 - 山浦栄
慶徳大学医学科教授でiPS細胞研究の第一人者。「iPS細胞の再生メカニズムにおける各細胞間の情報交換システムについて」という論文を発表したが、林実Dによって扼殺される。
大井 竜次（おおい りゅうじ）
演 - 上山竜司
何者かによって憑依された巡査。警視庁内で拳銃を抜き、未詳や警察関係者を驚かせた。
托鉢僧
演 - おおつか麗衣
憑依事件の被害者が見たという女性の托鉢僧。口元にほくろがある。憑依された被害者たちと同様に京言葉を使う京女。

### 「丁の回」（第4話）
古戸 久子（ふると ひさこ）〈44〉
演 - 奥貫薫
弁護士で、自殺者遺族ネットワーク会長。自殺したと思われた娘の美智花からメールを受け取ったことから、真相を突き止めるため未詳の捜査に加わる。
念動力を持つSPEC HOLDER。
古戸 美智花（ふると みちか）〈17〉
演 - 三浦由衣
学校でのイジメを苦に自殺サークル“パーフェクト・スーサイド”に入会し、1年前に自殺すると告げ、姿を消した。
植松 育児（うえまつ いくお）〈34〉
演 - 湯山大一郎
「殺松」というハンドルネームで参加し、前回の集団自殺で生き残り、現在の“パーフェクト・スーサイド”の幹事とされる男。静岡県沼津市が実家で、元コンピューター会社エンジニア。元傭兵で、暴行事件を数回起こしたことで除隊させられている。自殺志願者を快楽的に殺害している容疑が浮上し、未詳が行方を追うことになる。

### 「戊の回」 - 「己の回」（第5・6話）
里中 貢（さとなか みつぐ）〈38〉
演 - 大森南朋
元刑事で瀬文のSIT在籍時の先輩。東京都新宿区に在住。1972年4月20日生まれ。家族思いの気さくな人物。SIT随一の鬼軍曹として知られていたが、刑事を辞めた現在は南アフリカで宝石を輸入する貿易会社「東風国際貿易」に勤務し、貿易部部長として海外を飛び回っている、と家族には話しているが、実は公安外事第三課の現役潜入捜査官だった。SIT時代には重傷の瀬文を命がけで窮地から救出するなど、仲間を大事にしている。瀬文の尊敬する人物。
里中 小百合（さとなか さゆり）〈33〉
演 - 西原亜希
里中貢の妻。「丁の回」（第4話）から登場。
里中 梨花（さとなか りか）〈5〉
演 - 堀田悠衣
里中貢の娘。1か月前に病院で検査をした時には異常がなかったにもかかわらず、心臓に脂がたまり、硬い石になって詰まるという症状の本来大人だけが発症するものであるジェニファー氏病を発症する。「丁の回」（第4回）から登場。
宮崎 洋介（みやざき ようすけ）
演 - 井原啓介
白ひげを蓄えた健康診断検査技師。梨花や潜入捜査官達の健康診断を行った。数々の問題を起こし、「病を処方するのでは」と噂されていたほど評判の悪い医者だとされている。
峯岸 東（みねぎし ひがし）〈32〉
演 - 杉内貴
瀬文を連行しようと秋元才三とともに訪れた公安第五課の刑事たちのひとり。高圧的な振舞いを当麻に揶揄されて怒り、拳銃を突きつけるが、野々村に毅然たる態度でたしなめられる。
須賀篤史（すが あつし）〈35〉
演 - 鈴木ちるど
公安捜査官。。捜査の一環で、総合商社「㈱金紘商事」の顧問弁護士事務所である「金島法律事務所」に弁護士として潜入。健康診断を受けた後、急性腎不全の発症により急死する。本名は佐々木隆。
山崎啓吾（やまざき けいご）〈30〉
演 - 山本圭祐
公安捜査官。操作の一環で、海外の家電メーカー「上海電気公司」に社員として潜入。健康診断を受けてから間もなく、蕎麦を口にした事によるアナフィラキシーショックにより急死する。
浦井広基（うらい ひろき）〈52〉
演 - 浦崎宏
公安捜査官。捜査の一環として、海外食品の輸入を行う「㈱豊宝フードサービス」に社員として潜入する。健康診断を受けた後、脳出血により死亡する。
芝主小次郎（しばぬし こじろう）〈47〉
演 - 柴田次郎
公安捜査官。捜査の一環で、経済的な情報が集まる「㈱毎朝新聞」に株式欄担当記者として潜入。健康診断を受け、２週間が経った頃、糖尿病に起因する急性症状により死亡。
谷田理（たにだ おさむ）〈26〉
演 - 菅原卓磨
公安捜査官。捜査の一環で、「㈱東京蓜島機械工業」にクレーン作業員として潜入。その最中、健康診断を受けた一週間後、クレーンの操作中に急性心不全を発症。操作ミスにより落下した建材がクレーンを直撃し、死亡する。

### 「辛の回」（第8話）
EXILE・NAOTO（エグザイル ナオト）
演 - NAOTO
細胞を再生させる力を持つ“神の手を持つ男”。SPECを持つ仲間からは“ヒーラー”と呼ばれている。4人のダンサーを引き連れて現れた。その力を発揮する際は「Choo Choo TRAIN」のBGMに合わせてダンサーたちと円を描くように踊り、最後に気を放つかのように両手首を合わせて手を開く。
初登場シーンの能力を使った最後には瀬文に『EXILE CATCHY BEST』を渡した。
渡辺 麻由人（わたなべ まゆと）〈30〉
演 - 遠藤雅
フリーライター。元警察官で、防衛省防衛局調査官。警視庁長官官房審議官などの経歴を経て2009年に退職。公安零課の関係者でもあるため、津田のことをはじめ様々な秘密を知っている。瀬文が津田の居所を付きとめるために近づいたことが零課に知れ、その後零課によってボイラー室にて焼殺される。
中澤
演 - 氏家恵
看護師。

### 「壬の回」（第9話）
東野 幸治郎（ひがしの こうじろう）
演 - 東野幸治
公安零課の捜査官（アグレス）、またはアグレスの協力者。SPEC HOLDERでもある。能力は念動力の一種で、相手の動きを封じる念を口から放つ。公安零課の一十一急襲作戦に参加し、ニノマエを始末するため相討ちを計る。
東野のゲスト出演は本人がTwitter上で当ドラマのファンであることを公言し、「出演したい」とツイートしたのを見た植田プロデューサーから依頼が来たことがきっかけである。
どすこい引越シャトル
演 - どすこいラッパーズ（HULK、GUY）
未詳に帰った当麻に「洋服ダンス」を届ける2人の引越し業者。当麻の携帯着信音「どすこい○○だぜ」の音源も担当。『翔』『結』にも登場。
MC HULKはGANG-OというHIPHOPグループで今現在精力的に活動している。
GUYはオフィスクレッシェンドで堤幸彦を担当するマネージャー松永弘二（当時。のちにプロデューサーに転身）で、実際にZINGIというラップグループに所属している。

### 「癸（起）の回」（最終話）
老人（ろうじん）
演 - 石橋蓮司
歴史を動かしてきたフリーメイソンの大幹部。双子らしい和服姿の少女たちを従えた屋敷の一室で、地居と将棋を指しながら会談する。
野々村 雅（ののむら みやび）
演 - 永田杏奈
野々村光太郎の現妻。旧姓・醍醐（だいご）。一児の母でもある。職業は弁護士。夫・野々村との夫婦関係は冷え切っているかに思われていたが、今でも変わらないアツアツ振りを見せている。

## SPEC〜翔〜から登場の人物
一部の人物は別項目ですでに記載している。
久遠 望（くおん のぞみ）〈18〉
演 - 谷村美月
女子高生。サトリの街頭占いの列に並んでいたところを銃撃に巻き込まれて両親を殺害され、自身も怪我をした。この乱射事件の唯一の目撃者である。メガネっ娘で、当麻と同様の味音痴。母親をママンと呼ぶ。
正体は他のSPEC HOLDERのDNAを取り込むことでそのSPECを自分のものにするSPEC HOLDERで、本人はこれを「コレクション」と呼ぶ。コレクションにはSPEC HOLDERの血液を舐めるだけでいいが、名字の久遠を音読みしてローマ字に直すと「QUE  EN」であることから、王ニノマエ亡きあとの「女王」（クイーン）として君臨する野望を抱き、「自分と同じSPECを他のHOLDERが持つのは気に入らない」という理由で、コピー元のHOLDERを殺害していた。ただし元のHOLDERの能力には勝てないという弱点があった。さらにコピーしたSPECに慢心していたため、コピーした古戸のSPECを用いた攻撃で当麻が気絶した際に、彼女が召還した陽太による時間停止が解除されたのに気付けず瀬文の一撃を首にうけて倒される。その後、海野によりSPECを封印する処置をされたあと、神戸に運ばれてデッドエンドから逃げるが、神戸が射殺されたためその場からも逃げだし、後の行方は不明。なお、『SPEC』シリーズの続編にあたる『SICK'S 恕乃抄』にて写真のみ登場し、その写真を見ていたSPEC HOLDER（演 - ゆってぃ）の台詞から、『翔』から『SICK'S』の間に何者かによって殺害された模様である。
神戸 明（かんべ あきら）
演 - 宅間孝行
工事現場の作業員。工事現場に対する誇りが高く神聖な場所と見なしており、不用意に現場に現れた吉川と望に対して憤慨する。そのため騒ぎに巻き込まれ公安零課の保護施設に連れて行かれてしまう。
正体は瞬間移動のSPEC HOLDERであり、さらに津田助広の影武者の1人で、連続ドラマ最終回に登場したフライトジャケット姿の津田の変装した姿。また、「黒男」の正体でもある。警察を裏切ってSPEC HOLDER組織と通じており、御前会議に世界征服を勧めて取引を持ちかけ、乙部直樹という殺し屋を「黒男」の影武者として利用し、自らのSPECで操って事件を起こしていた。デッドエンドから久遠を連れて逃亡するも、その直後津田助広の宗家である市柳に「津田助広の歴史を汚した裏切り者」として射殺処分される。
『結 爻ノ篇』では八咫烏の姿でカメオ出演。
大河原（おおがわら）
演 - 三浦理恵子
美鈴の通っていた芸大の教授。落ち着いたアラフォー女性だが、実は人気読者モデルの若い男性をストーキングしていた。
タロット占いおばさん（タロットうらないおばさん）
演 - カルーセル麻紀
路上のタロット占い師。逃げる途中のサトリに女帝のタロットカードを奪われた。劇場版『天』ではベビーシッターの境として登場。
ブレイクダンサー
演 - 野沢トオル
「デッドエンド」に保護されていたSPEC HOLDER。ブレイクダンスを踊りながら音を消すSPECを持つ。ブブゼラリーマンズを利用した神戸による吉川殺害を妨害したため、神戸に射殺される。
御船千鶴子（みふね ちづこ）
演 - 松山ケメ子
実在人物。透視能力を持つ超能力者として福来友吉博士に紹介された。当麻が両親と弟を航空機事故で失い泣きはらしていたときに突然現れる。当麻がはじめて召還した「死んだSPEC HOLDER」。なお、アグレッサーの司令部に置かれたダルマの中に「御船千鶴子」の名前が書かれたものがある。
ゲッツの人（ゲッツのひと）
演 - ダンディ坂野
「デッドエンド」に保護されていたSPEC HOLDER。「ゲッツ!」と掛け声をかけながら念動力のような能力で物体を浮遊させていた。劇場版『結』にも登場。

## SPEC〜天〜から登場の人物
青池 里子（あおいけ さとこ）〈28?〉
演 - 栗山千明
内閣情報調査室（CIRO/サイロ）特務班所属。1984年生まれ。二丁拳銃を使いこなす銃の名手。アメリカ海軍シールズ出身で、元は瀬文のいたSITの訓練教官であり恋人同士でもあったが、数年前にCIROに抜擢され任務のために姿を消し音信不通となる。瀬文はその後彼女は死んだものと思っていたが、実は生きており一人娘の潤と暮らすシングルマザーになっていた。帰国子女のためか日本語の発音や使い方の間違いが多く、『結』では間違いがさらに酷くなっている。瀬文とはお互いファーストネームで呼び合い、当麻には嫉妬交じりに「キル・ビル」と呼ばれている（映画『キル・ビル』に登場する殺し屋「GOGO夕張」は栗山千明の当たり役であることから）。『天』で重傷を負うが『結』で潤に傷を癒され、カラスの群れがいる建物の中に拘束される。しかし姿を消した潤を「シックスセンス」で探し出し、銃撃しようとする瀬文から庇うなど最後まで母として愛情を注ぎ、人類を滅亡させようとする潤に迷いを生じさせる。最終的には、セカイの手によって潤とともに消滅した。
名前の由来は横溝正史の小説『悪魔の手毬唄』の同名の登場人物から。
宮野 珠紀（みやの たまき）〈30〉
演 - 三浦貴大
CIRO特務班所属。里子のバディで、彼女より2つ年上の部下である。彼女の怪しい日本語を傍でサポートし冷静に任務を遂行するが、逃げようとする美鈴に鎮静剤を注射するなどやり過ぎの面がある。側転が得意。また、野々村が隠し持つゲーティアのパーツを盗み見るなど不審な行動を取っている。
『結』でシンプルプランのウイルスがらみの利権を独占しようとする他国（中国語圏とみられる）のスパイであることが分かり、見抜いた野々村を射殺するが、ウイルス入手には失敗し、部下共々何者かに襲われて断末魔の叫びを挙げながら死亡。
伊藤 淳史（いとう あつし）
演 - 伊藤淳史
体の形状を自由に変化させるSPEC HOLDER。本業は『電車男』『チーム・バチスタ』などに出演している俳優、つまり本人役である。ファッションは麦藁帽子と派手なアロハシャツ。両手を胸の前で交差させ「恐縮です」と言うのが口癖。
ニノマエの組織の一員として行動を共にする。攻撃の際は「か〜め〜は〜め〜は!」等の掛け声と共に腕や指を瞬時に針のように変化させて攻撃を行なう（当麻曰く「イガグリ攻撃」）。飛行機爆破を起こしたり、御前会議のメンバーなどを次々に殺害するが、次第にニノマエの冷酷さに付いていけなくなり苦痛を感じるなど、ニノマエの組織の中で唯一良心の呵責がある。
最後は当麻の爆弾と電流が流れる釘が放たれるようにセットされたトランクをイガグリ攻撃で貫いたことにより、敗北。以降の生死は不明。
マダム陽&陰（マダムヤン&イン）
演 - 浅野ゆう子（二役・特別出演）
ニノマエサイドにつく双子のSPEC HOLDER。冷気を操るSPEC HOLDERの「マダム陽」と熱を操るSPEC HOLDERの「マダム陰」が、昭和時代のギャグを連発しながら対象をジュリアナ扇子で扇いで発生させた冷気と熱気で交互に攻撃することでフリーズドライ現象を引き起こして相手をミイラ化させていった。そのSPECにより瀬文らを苦しめたが、最終的には、ニノマエに命じられた伊藤淳史により処刑された。
元々貧乏だったが、SPECが覚醒してからはSPEC HOLDER獲得に躍起になっている組織から支払われる高額ギャラを得るようになり、複数の組織を転々としているうちに裕福になった。しかし、人生の終盤に差し掛かり思いを改め、次世代のSPEC HOLDERたちのためになるのならばと、ニノマエに協力するようになる。
『結』では、生前にミイラ化した吉川蘇生のための方法を野々村に伝えていたことが判明し、陽・陰ともに当麻に冥界から呼び出され協力者となる。
似内 晶（にたない あきら）
演 - 麿赤兒
警視総監。SPEC HOLDERに憑依されて未詳を訪れるなどしていたが、警視庁トップとしての責任感は強く組織からの脅しにも屈しない。対テロの指揮を執る中、潤とともに組織に誘拐される。東京大学文科I類出身で福富とは「文I先輩」「文I後輩」と呼び合う仲。なお、この役を演じた麿赤兒の次男で俳優の大森南朋がテレビシリーズの第5‐6話でゲスト出演している。
福富 薫（ふくとみ かおる）
演 - 利重剛
内閣情報調査官。似内と共に憑依されて未詳にミイラ化事件の件を伝えに来る。東大文I出身で似内の後輩。御前会議のダミーメンバーの一人で、会議の席上でニノマエたちに殺害される。
青池 潤（あおいけ じゅん）〈4〉
演 - 森山樹
里子の一人娘。2008年生まれ。母の仕事中はベビーシッターに預けられている。初めて出会った瀬文を「パパ」と呼び、里子と瀬文との間の子ではないかと思われたが、里子によると、瀬文とも里子本人ともDNAも血液型も一致せず、イエス・キリストのように父親無しで生まれた子であるという。周囲でたびたび不思議な現象が起こるSPEC HOLDERである。『天』ではニノマエの組織に似内警視総監とともに連れ去られてしまうが、『結』では無事で病院から里子を連れ去る。突然大人の姿（後述の「白い女」）になったり、里子の傷を癒す能力を発揮する。
境（さかい）
演 - カルーセル麻紀
潤のベビーシッター。周囲で不思議な現象が起こる潤を気味悪がって里子に嫌味を言う。正体は公安による青池親子の監視役である。『SPEC〜翔〜』にもタロット占いおばさんとして登場した。
サブ
演 - 河原さぶ
漁師。ミイラ死体事件のクルーザーの第一発見者。
村瀬 健八（むらせ けんぱち）
演 - 野添義弘
シンプルプランの関係者。ミイラ死体事件の被害者の一人。
ループ親父（ループおやじ）
演 - 石川浩司
空間をループさせるSPEC HOLDER。体に何本ものフラフープを巻きつけている。
セカイ
演 - 向井理
服も帽子も白尽くめの青年。潤を連れて現われ、自らを「世界」と称してソロモンの鍵について語る謎めいた人物。『SPEC〜零〜』以降発表の作では白い女（大人形態の潤）と行動を共にしている。「先人類」という地球の純正品の人間であるが、今は霊体となっている。潤とともに人類の滅亡を図る者たちの一人で、卑弥呼のことを「兄者」（あにじゃ）と呼ぶ。ニノマエ同様に指を鳴らして時を止めたり、手をかざすだけで人や物を消すことが可能な「破壊神」というSPECを使うことが出来る。決して私情で世界に対し天罰を与えようとしているわけではなく、むしろ再生のための破壊を行っているが、最終的には当麻の右腕のソロモンの鍵の力により当麻の肉体に閉じ込められ、当麻と共に冥界へと落ちる。
映画『SPEC〜天〜』公開時およびBlu-ray / DVD発売時は演じた俳優のクレジットはプロモーションでも本編のエンドロールでも全く明らかにされず、顔もはっきりとは映らないシークレットゲストであった。役名も青年とだけ発表されていた。
2013年3月、続編『劇場版 SPEC〜結〜』キャスト発表で、「セカイ」の名と演者が向井理であることが明らかになった。

## SPEC〜結〜から登場の人物
城旭斎 浄海（じょうきょくさい じょうかい）
演 - 香椎由宇
水芸女。扇子から弾丸のように超高速で水を飛ばすSPECを持つ。名前を略すと「ジョジョ」でジョジョ立ちをしている。シンプルプランのウイルスが入っている小瓶を破壊してシンプルプランを発動させるも、当麻にその小瓶の破片を投げ付けられ共にウイルスに感染、直後に何者かに狙撃されて死亡する。
福田健太郎（ふくだ けんたろう）
演 - KENCHI（EXILE）
研究員で当麻の大学の先輩。通称「フッケン」。
秀樹.T（ひでき・ティー） / 湯田 秀樹（とうだ〈ゆだ〉 ひでき）/ プロフェッサーJ（プロフェッサー・ジェイ）
演 - 遠藤憲一
当麻の父・天の親友。NASSAに勤めている。天や流夏が飛行機事故に巻き込まれた真相を知っている。憑依された葉子に襲われ意識不明の重体になり、場名医師の治療を受ける。
苗字の本当の読みは「トウダ」ではなく「ユダ（Judah）」で、その正体はニノマエのクローンやシンプルプランウイルスを作り出した「プロフェッサーJ」本人であった。マッドサイエンティストで、国際会議の席上では女性とされていたが実際は男性だった。死体に憑依して操作するSPECを持っている。セカイらと同じく先人類の一員で、現人類滅亡と先人類復活の前哨戦として、当麻らを口八丁で油断させた挙句、御前会議に匿われた子供まで皆殺しにする。最終的には当麻の策略でセカイ共々存在を消される。
韓国語を話す要人女性
演 - イ・ナヨン（友情出演）
SPEC HOLDERに対立する国際会議の一員。他の出席者が全員卑弥呼に消された中で一人残され、卑弥呼の主張の伝達役を担わされる。
場名 直人（ばな なおと）
演 - 渡辺いっけい
瀬文を治療する東京中央警察病院の医師。通称および公式サイト上のクレジットはバナナ医者。バナナが好物で、部屋中をバナナだらけにし、職務中でも食べる。手術着も黄色である。
『結 爻ノ編』ではSPEC HOLDERを匿う無菌室の管理人であることも判明。そのため、無菌室への侵入手段として利用しようとしたユダに殺害される。
市郷 甘雄（いちごう あまおう）
演 - 半海一晃
東京中央警察病院の医師。通称イチゴ医者で、イチゴが好物。シンプルプランのために細工されたインフルエンザウイルスに感染した当麻やSPEC HOLDERの子供たちを治療するが通常のインフルエンザウイルスと思っているため全く対応できない。
演じる半海はテレビドラマ『ストロベリーナイト』に出演していた。
『SICK'S 覇乃抄』にも登場し、負傷した御厨と高座を治療する。
白い女（しろいおんな）
演 - 大島優子
セカイと行動を共にする女。彼と同様に白ずくめの服装をしている。セカイと同様に「先人類」の一員であり、念動力や、「創造神」と呼ばれる、無から有を生み出すSPECを使うことが出来る。現人類やガイアの意志によって生まれたSPEC HOLDERたちに対し苛立つ様子を見せる。青池潤が大人の姿になった形態であり、現世界に出現する際に里子の腹を借りて産まれており、肉体と霊体にズレが生じているためしゃっくりをしながら喋る。産みの親である里子に愛情を持ち、人類を滅亡させようとする中でも里子だけは安全な場所に匿おうとした。最終的にはセカイにいたぶられる里子に寄り添い、産んでくれたことへの感謝を述べて一緒にセカイに消される。
『Knockin'on 冷泉's SPEC Door』では、結婚詐欺を働いていた美里の被害者らにナイフで刺された鈴木（冷泉）を時を止めた状態で密かに治癒し、彼の未来を変える（なお、演者は大島優子ではなく別の女優である）。
卑弥呼（ひみこ）
演 - 北大路欣也（特別出演）
SPEC HOLDERに対立する国際会議の一員。男性。全身白ずくめで羽織袴を身に付け、頭巾を被り能面（女面）を掛けている。日本最古のSPEC HOLDERの末裔。セカイとは合わせ鏡のような存在で、セカイと同じSPECを使うことができ、彼からは「兄者」と呼ばれている。ガイアと今でも通じ合っており、ガイアの本当の意図に気がついていたため当麻たちの味方をするが、激昂したセカイに消されてしまう。最終的に平行宇宙を繋げるソロモンの鍵の力が当麻の右の腕（カイナ）に宿っていることを彼女に伝え、先人類の八咫烏を連れ冥界に来いと誘う。

## サトリの恋の登場人物
鷹村 健太郎（たかむら けんたろう）
演 - 竹財輝之助
SPEC覚醒により人間不信に陥ったサトリが自殺未遂を起こした際、治療・リハビリを担当した医師。
確かな腕前と矜持を持つ俺様男子で、サトリが恋に落ちるも、紗江という婚約者がいた。
塩谷 紗江（しおや さえ）
演 - 松本まりか
鷹村の婚約者で女子力が高い。親身になって患者に対応する鷹村の行動を認めている。
新井によって洗脳された鷹村から婚約破棄を伝えられたショックで自殺を図るが、正気を取り戻した鷹村に救われる。
ディーラー・狩野（かのう）
演 - 松永天馬
闇カジノのディーラーで台湾系の組織に属している。カジノ荒らしをしたサトリに来田をけしかけるが、金が返ってきたこともあり手を引く。
その縁でサトリは組織と契約することになり、新井との戦いには来田と共に赴く。
来田 為右衛門（らいでん ためえもん）
演 - 温水洋一
台湾系の組織に属するSPEC HOLDERで、雷を落とす能力を持つオドオドとした中年。ツノ付きのカチューシャをはめている。
狩野の依頼でサトリを襲うが返り討ちにあう。その後、組織と契約したサトリの依頼で新井との戦いに助っ人として参戦。
新井 遵子（あらい じゅんこ）
演 - 山口紗弥加
サトリが入院した病院に勤める医師。人の心を操るSPECを持っており、SPEC HOLDERを洗脳して各国の組織にオークションで売っていた。
サトリの仲間たちを洗脳して彼女を追い詰めたようにみえたが、彼らの心を読んで状況を把握していたサトリは台湾系の組織から狩野と来田を助っ人に呼んでおり撃退された。
その際に来田から受けた電撃傷（リヒテンベルク図形）が顔に残ったことから、覆面を被って邑瀬 帝法（むらせ ていほう）を名乗り、新興宗教・インナープラネッツを立ち上げた。
白旗 黒志（しらはた くろし）
演 - 東幹久（特別出演）
新宿の遊び人。相席居酒屋でサトリと知り合い、山田正信（演 - 谷川功）と共に下僕のような友人となる。サトリに占い師を始めさせ、彼らはその助手となる。
モデルは同作の配信プロデューサーである白畑将一と山田昌伸で、一瞬だけ本人たちが東と谷川のかわりに映っている。
- 以下の人物については「SICK'S 〜内閣情報調査室特務事項専従係事件簿〜」を参照。
  - 植田 もも子（うえだ ももこ）
  - 那須 茄子（なす なこ）
  - 陳（チン）
  - ローズ
  - 一 一十（にのまえ いと）
  - シャブ中男

## Knockin'on 冷泉's SPEC Doorの登場人物
鈴木 俊明（すずき としあき）
演 - 佐藤隆太
主人公。営業マン時代の冷泉俊明の姿。詳細は『冷泉俊明』の項目を参照。
赤木 美里（あかぎ みさと）
演 - 大政絢
教会のボランティア活動をしている女性。将来はシスターになることを夢見ている。鈴木のSPEC覚醒の原因の1つである自動車事故をきっかけに鈴木と知り合い関係を深めていく。
その正体は数々の結婚詐欺を働いていた有名な詐欺師であり、本名は『大場 金（おおば かね）』。度重なる襲撃事件は彼女の被害者たちによる復讐であり、3度目の襲撃の際には正体を知りながらも身を呈して自分を守った鈴木に諭され、警察への自首を決意した。
桜田 祥（さくらだ しょう）
演 - 小野寺晃良
鈴木の後輩の新人営業マン。
小野寺 智（おのでら さとし）
演 - 浜田光夫
鈴木が担当している営業先の顧客。長年連れ添った妻は既に故人であり、生前妻が作っていた餃子の味が恋しくなり自ら再現を試みるも、どうやっても妻と同じ味にはならず苦悩している。『桃太郎』というオウムを飼っており、この桃太郎が鈴木のSPEC覚醒の最後の原因を作る。
木戸 晶（きど あき）〈26?〉
演 - 鈴木紗理奈
警視庁公安部の特殊工作隊『SWEEP』のメンバー。『SPEC』シリーズの前作にあたる『ケイゾク』シリーズに登場した警視庁捜査一課・木戸 彩（きど あや）の妹である。『（死んだ姉のように）決して道を踏み外すことはしない』という、刑事としてのプライドを持っている。
跡見 雙葉（あとみ ふたば）
演 - 髙橋洋
警視庁公安部の特殊工作隊『SWEEP』のメンバー。晶の上司。
老人
演 - 田中泯
『SWEEP』に関わりを持つ謎の老人。晶曰く『世界の行く末を設計している者』。
自身が関わる組織を取材しているジャーナリストを不審死ではない方法で抹殺するため、鈴木に予言させた大事故に巻き込もうと企てる。